# EURIBOR

Euribor – 12-miesięczny (czerwony), 3-miesięczny (niebieski), 1-tygodniowy (zielony)

EURIBOR (ang. Euro Interbank Offered Rate) – referencyjna wysokość oprocentowania depozytów i kredytów na rynku międzybankowym strefy euro.
Stawki EURIBOR wyznaczane są dla pożyczek na następujące okresy: 1 i 2 tygodnie, 1, 2, 3, 6, 9 miesięcy i 1 rok. Okres trwania pożyczki zaczyna się w dacie dostarczenia środków (data spot) określonej jako drugi dzień roboczy po dacie transakcji. EURIBOR wyznaczany jest jako średnia arytmetyczna wielkości oprocentowania podawanych przez wybrane banki aktywne na rynku międzybankowym w euro (uczestnicy panelu EURIBOR, tzw. panel banks), po odrzuceniu 15% wielkości najniższych i najwyższych. EURIBOR nie jest stawką transakcyjną. Banki podają stawki oprocentowania odpowiadające w ich przekonaniu oprocentowaniu, po jakim banki o wysokim standingu kredytowym pożyczają sobie nawzajem środki pieniężne.
EURIBOR jest publikowany o godz. 11.00 czasu środkowoeuropejskiego we wszystkie dni robocze.
EURIBOR jest wyznaczany przez Europejską Federację Bankową z siedzibą w Brukseli, której członkami są stowarzyszenia bankowe z krajów-członków strefy euro. Proces wyznaczania EURIBOR jest regulowany przez Regulamin EURIBOR. Nadzór nad poprawnością procesu wyznaczania EURIBOR pełni Komitet Sterujący składający się z 10 członków wybranych spośród niezależnych ekspertów oraz praktyków bankowych z zakresu operacji na rynkach finansowych.
EURIBOR jest ważnym parametrem rynkowym ze względu na to, że o jego wartości oparte jest oprocentowanie wielu kredytów i depozytów w euro, a także stanowi on wartość referencyjną dla wielu transakcji pochodnych.